# نیروگاه هسته‌ای هانبیت
نیروگاه هسته‌ای هانبیت (به لاتین: Hanbit Nuclear Power Plant) یک نیروگاه هسته‌ای در کره جنوبی است که در یونگ وانگ واقع شده‌است.